# Саккетти, Джованни Баттиста
Джованни Баттиста Саккетти (итал. Giovanni Battista Sacchetti; исп. Juan Bautista Sacchetti; 17 марта 1690, Турин — 3 декабря 1764, Мадрид) — итальянский архитектор переходного стиля от позднего барокко к неоклассицизму. Большую часть жизни проработал при королевском дворе в Мадриде, в Испании

## Биография
Джованни Саккетти был учеником и помощником архитектора Филиппо Юварры. По призыву учителя он прибыл в Испанию в 1736 году, чтобы работать на строительстве загородного королевского дворца Ла Гранха. Но после кончины Юварры в том же 1736 году король Филипп V привлёк Саккетти для проектирования и строительства нового королевского дворца в Мадриде. Саккетти довёл проект своего учителя до конца. Он создал величественное здание, в облике которого совместились черты классицизма и барокко. Строительство дворца началось в 1738 году и было завершено в 1764 году. На последних этапах руководителем строительства был также итальянский архитектор Франческо Сабатини.
Саккетти был назначен «главным мастером королевских работ» (maestro mayor delle opere reali), должность, которую он занимал между 1736 и 1760 годами. Он также был директором Королевской академии изящных искусств Сан-Фернандо и, с 1742 года, главным архитектором города Мадрида.
В эти годы он начал реконструкцию двух театральных зданий: Театро дель Принсипи (Teatro del Principe) и Театро де ла Крус (Teatro de la Cruz). Саккетти составил каталог рисунков и проектов Филиппо Юварры с 1714 по 1735 год.

## Галерея

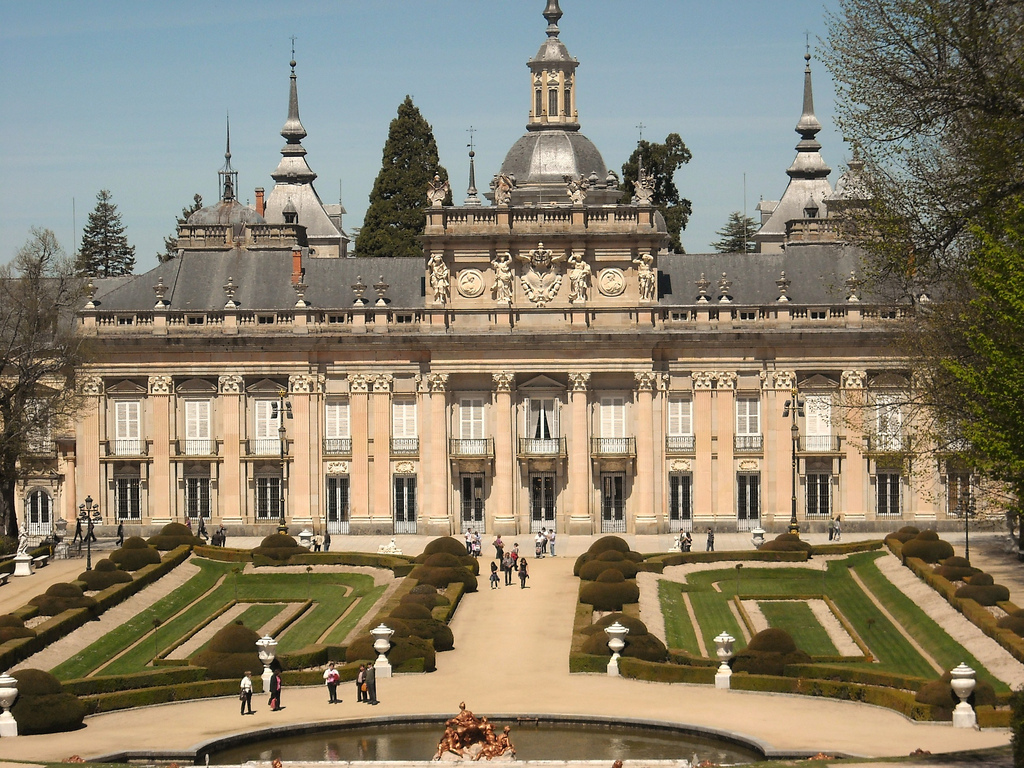
Королевский дворец Ла Гранха, Сеговия
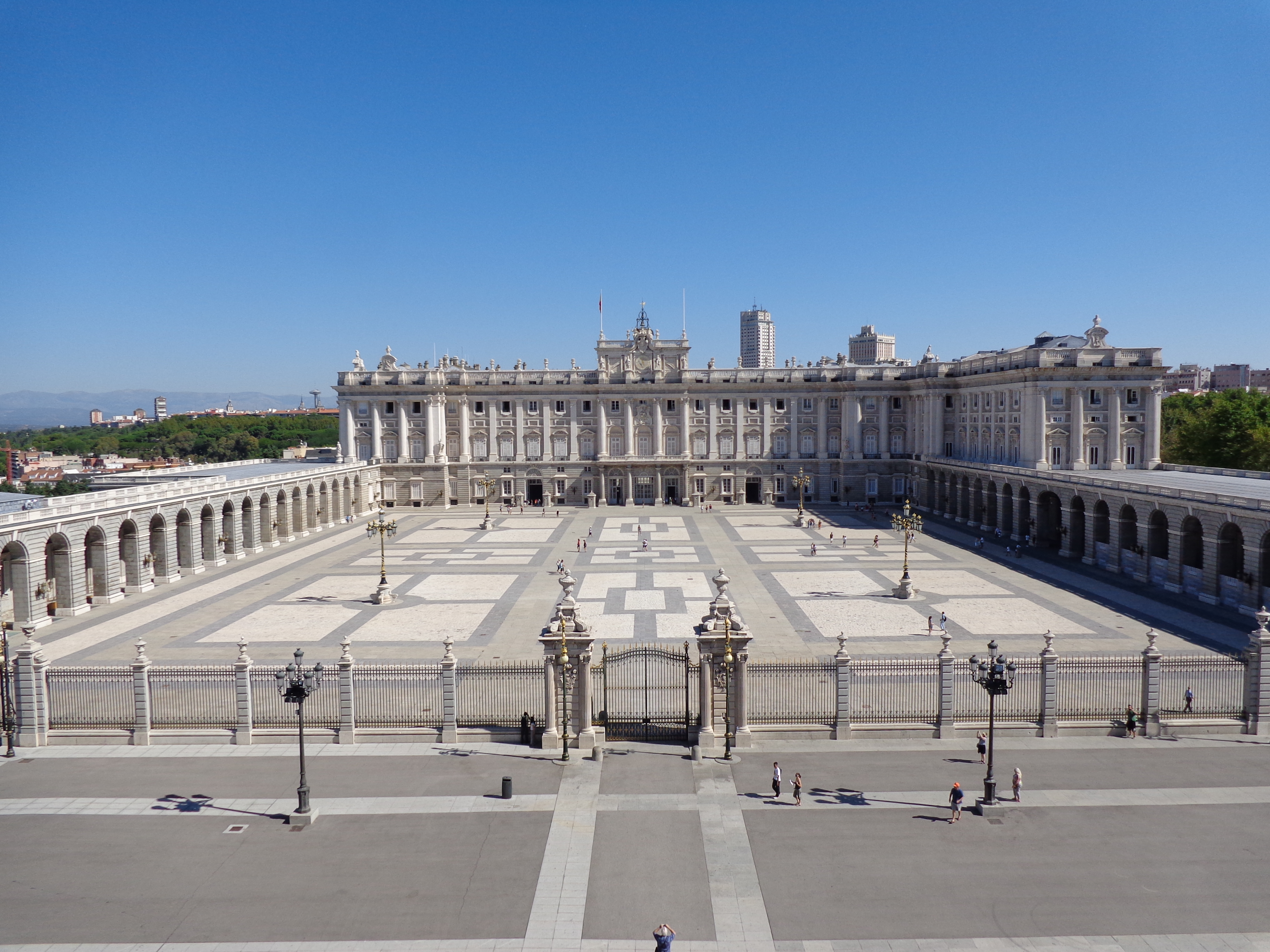
Королевский дворец в Мадриде. Проектирование Филиппо Юварры, с 1736 года — Дж. Б. Саккетти
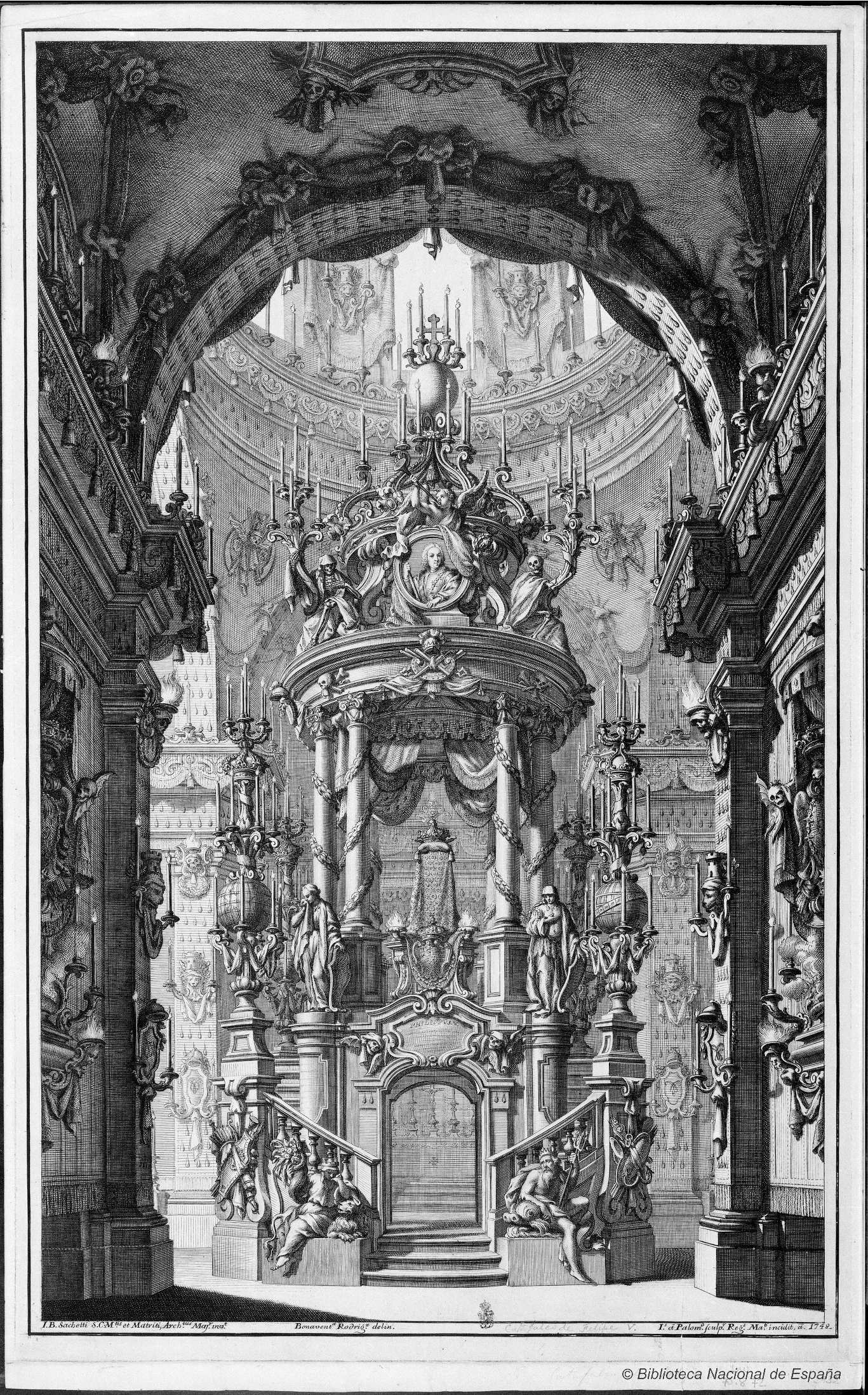
Монумент по случаю похорон короля Филиппа V. 1746